# Крвави спорт
Крвави спорт је било која људски подстакнута активност животиња која подразумијева насиље над животињама и друга кршења права животиња. Крвави спортови обухватају и гладијаторске борбе које су се одвијале између људи.
Крвави спортови обухватају борбе паса, борбе пијетлова, лов (са псима или без њих) ради спорта итд. Крвави спортови обично узрокују пуштање крви животиња и неријетко њихову смрт.

## Лов
Тренутно постоји разлика у мишљењу да ли је и модерни лов крвави спорт и да ли као такав треба да се правно забрани. Поборници лова сматрају да је то фер борба између човјека и животиње и да данашње оружје не узрокује мучење животиња него брзу смрт. Противници лова тврде да човјек не лови да би преживио, него из спорта, и да је то бесмислено и беспотребно мучење и убијање животиња.

## Правна питања
Данас, под утицајем бораца за права животиња, борбе паса и пијетлова, као и доста других крвавих спортова, су забрањени у већини држава Европе и САД. У неким државама одређени крвави спортови нису забрањени али су под контролом власти, као што су борбе са биковима и борбе пијетлова у латинским земљама, под изговором да су то традиционалне игре.

## Дјелимични списак крвавих спортова
- Дресирање медвједа
- Борба са биковима (Корида)
- Борба паса
- Борба пијетлова
- Гађање пијетлова
- Лов на лисице
- Борба гладијатора
- Лов на зечеве
- Лов
- Борба инсеката
- Лов на вукове